# Château du Buisson (Brécy)
Le château du Buisson est un château situé à Brécy, en France. Il semble avoir appartenu au marquis d'Armentières (Armentières-sur-Ourcq).   

## Description
Petit château comportant deux étages et possédant deux tours, dont une ronde et une pentagonale, ainsi qu'une chapelle, une salle de garde, des souterrains voûtés, des communs.

## Localisation
Le château est situé sur la commune de Brécy, dans le département de l'Aisne.

## Historique
Le monument est inscrit au titre des monuments historiques en 1981 et classé en 1981.
Le seuil de la rivière Ordrimouille, à l'est dans le parc du château, a été inscrit par arrêté du 9 avril 2024.